# Улинич, Борис Яковлевич
Борис Яковлевич Улинич (до конца 1920-х годов — Финкельштейн; 4 июля 1885, Могилёв-на-Днестре — 1978, Москва) — советский архитектор, работавший в стиле конструктивизма.

## Биография
Родился в 1885 году в городе Могилёве (переименован в 1923 году в Могилёв-Подольский). В 1902 году окончил Могилёв-Подольское городское училище, после чего переехал с матерью в Одессу, где в 1906 году окончил Одесское среднее художественное училище, получив звание техника-архитектора. В первые годы XX века женился на Кларе Марковне Арендар и вместе с ней уехал из Одессы через Петербург в Москву.
В 1917 году в Москве оканчивает архитектурное отделение Московского училища живописи, ваяния и зодчества (МУЖВС), в котором знакомится со многими выдающимися современниками: Алексеем Крученых, Ильей Голосовым, Владимиром Маяковским.
Во время Первой мировой войны служил в инженерных войсках в качестве старшего инженера и зам. начальника Технического отдела службы пути на строительстве всех гражданских зданий Эрзерумской военной железной дороги (Сарыкамыш-Эрзурум). После революции вместе с семьей был эвакуирован из города Сыракамыш в Тифлис (современный Тбилиси), а затем в родную Одессу.
В 1919 году в Одессе работает над проектами ряда зданий Центросоюза и Народного банка.
В 1921 году Борис Яковлевич с женой и двумя детьми возвращается в ставшую родной Москву, где непрерывно работает до начала Великой Отечественной войны в различных организациях: НКПС, НКВТ, Моссовет, Мосстрой, Хозотдел ВЦИК и др. Вернувшись в Москву, он восстанавливает старые связи и начинает активную профессиональную деятельность, сотрудничая со старыми приятелями из МУЖВС.
Жил в Москве по адресу: Подсосенский переулок, 28, кв. 3.

## Семья
У Бориса Улинича было двое детей: сын Роман Борисович Улинич, инженер и лауреат Сталинской премии за выдающиеся изобретения и коренные усовершенствования методов производственной работы (1950), и дочь Алла Борисовна Улинич (в замужестве Лялина).

## Постройки и проекты
- Жилмассив Русаковский в Москве: два корпуса по ул. Русаковская 2/1, 1924-25 гг.
- Дом Текстилей в Москве (совместно с Ильей Голосовым) 1926 г.
- Жилой дом работников Завода имени Сталина в Москве, Улица Шухова № 5, 1935 г.
- Московский телеграф (совместно с Ильей Голосовым) 1925 г.
- Жилой комплекс «Нижняя Пресня» (совместно с архитекторами И. Антоновым, В. Бибиковым, Б. Блохиным, Н. Волковым, П. Грушиным, И. Звездиным, Н. Малининым, О. Стапраном) 1926 г.
- Дом советов в Хабаровске (совместно с Ильей Голосовым) 1929-30 гг.
- 1-й Дом ВЦИК на Мясницкой улице 35 в Москве. 1931-37 гг.
- Проект здания Московского народного Банка. Совместно с М.Гальпериным и Д.Фридманов. II премия. 1915 (не реализовано)
- Консервная фабрика Центросоюза в Одессе. 1920 г.
- Гараж НКПС в Москве. 1922 г.
- Административный корпус здания НКПС в Москве. 1923 г.
- Здание Народного суда в Москве на Каланчевской улице. 1927 г. (Каланчевская ул. 43)
- Жилые дома Иваново-Вознесенского треста в г. Иваново. Совместно с А.Мешковым и А.Фуфаевым. 1932 г. 4-я премия. (не реализовано)
- Жилой дом автозавода им. Сталина. Москва. 1935 г.
- Здание Ветеринарного Института (анатомический, терапевтический, хирургический корпуса, общежитие и др.) в Москве. 1936-38 гг.
- Здание научно-исследовательского института НКВД в Москве. 1937 г.
- Здание академии жд транспорта (учебный корпус, зрительский зал, общежитие) в Москве. 1937 г.
- Надстройка дома № 36 по улице Горького в Москве. 1934 г. (Тверская ул., 10)
- Клуб, жилые дома, больница и др. здания Автозавода в Каменске-Уральском. 1942-43 гг.Дом Советов в Хабаровске. Фасад. 1928 г. (арх. Голосов И. А. Голосов и Улинич Б. Я.)

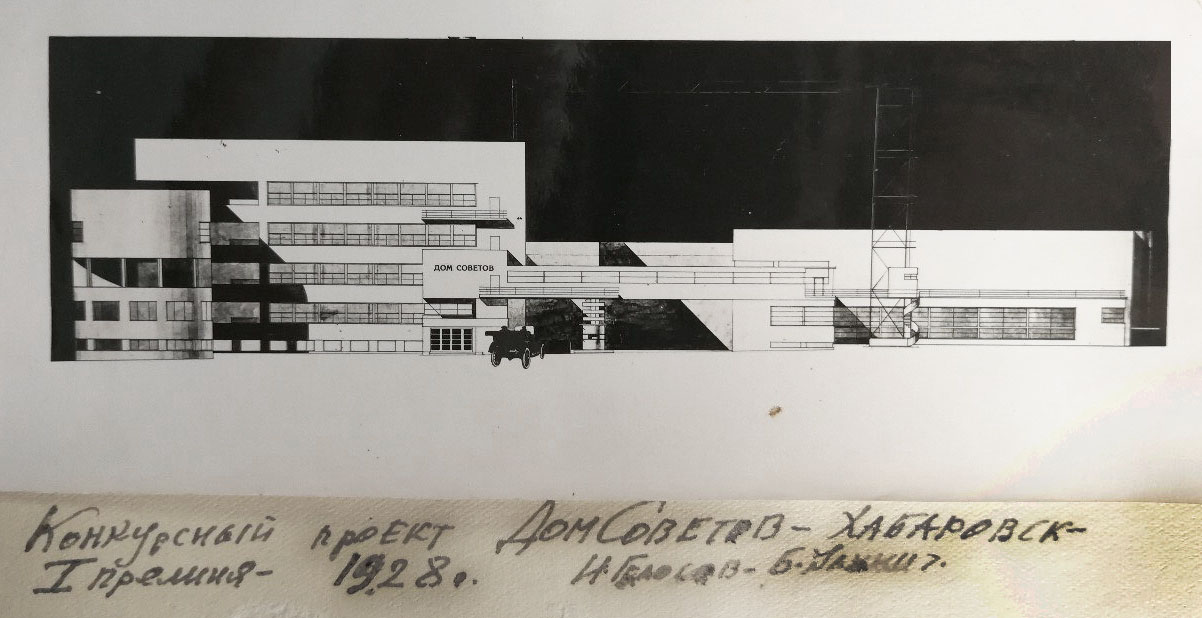
Дом Советов в Хабаровске. Фасад. 1928 г. (арх. Голосов И. А. Голосов и Улинич Б. Я.)

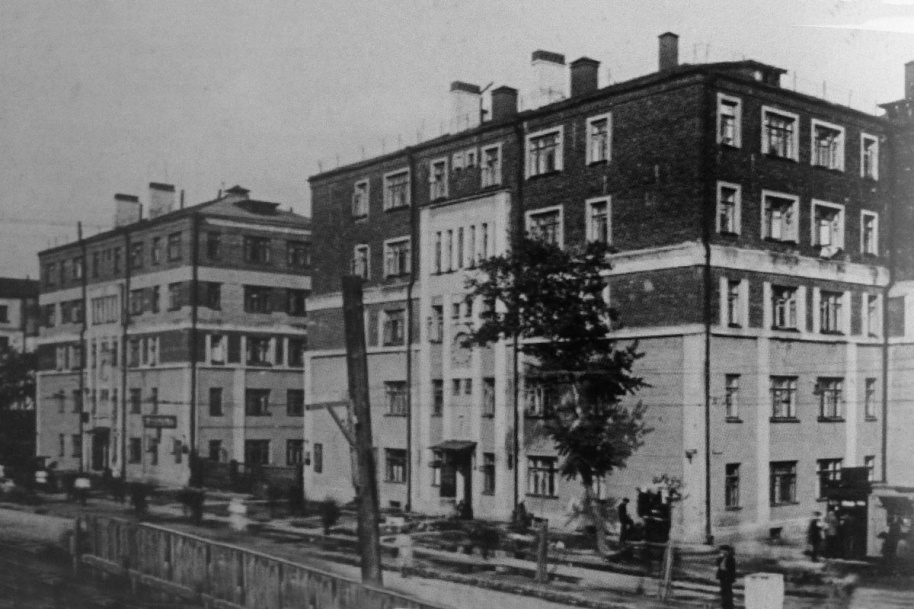
Жилмассив Русаковский (арх. Улинич Б. Я.)

## Научные работы
- 1. Улинич Б. Я. Обслуживающие встроенные помещения в жилых домах [Текст] : Автореферат дис. на соискание ученой степени кандидата архитектуры / Архит. Б. Я. Улинич ; Акад. архитектуры СССР. — Москва : [б. и.], 1953. — 15 с
- 2.Улинич Б. Я. Встроенные помещения для культурно-бытового и хозяйственного обслуживания в жилых домах массового строительства [Текст] / Акад. архитектуры СССР. Науч.-исслед. ин-т архитектуры жилища. — Москва : Гос. изд-во лит. по стр-ву и архитектуре, 1953. — 40 с. : черт.;